# حسن الملا
حسن عبد الله الملا (12 نوفمبر 1985  -)، مذيع ومقدم برامج عُماني.

## حياته ومشواره المهني
ولد في ولاية «شناص»، الواقعة على الحدود مع دولة الإمارات العربية المتحدة. عوّد منذ طفولته على زيارة دبي، وكان حلمه الدائم أن يصبح مذيعًا تليفزيونيًّا، متزوج ولديه ابن إسمه تميم رزق به عام 2014
حصل في الثامنة عشر من عمره على فرصة تقديم برامج ترويجية لأحد المنتجات، خلال مهرجان صيف دبي". بدأ بتقديم برامج عديدة على مجموعة إم بي سي منذ عام 2005،
من أهم المهرجانات والحملات التي شارك في نقلها عبر MBC3: مهرجان مسقط وصلالة بسلطنة عمان، مهرجان «صيف دبي» بدولة الإمارات، مهرجان «جدّة غير» بالمملكة العربية السعودية، حملة «MBC3 للعطاء»، بالسعودية وعدد من البلدان العربية الأخرى، مثل:مصر والأردن والمغرب، خلال عامي 2005 و2006.
عمل لصالح العديد من القنوات مثل قناة أبو ظبي وقناة دبي الرياضية، قناة إم بي سي 1 وتلفزيون سلطنة عمان، حالياً يعمل في تلفزيون ج للأطفال التابعة لشبكة الجزيرة للأطفال

## البرامج التي قدمها
- عيش سفاري، على قناة (إم بي سي 3).
- driven، على قناة (إم بي سي 1)